# Two Graves
Two Graves (spanska: Dos tumbas) är en spansk kriminaldramaserie som har premiär den 29 augusti 2025 på strömningstjänsten Netflix. Seriens första säsong består av sex avsnitt är skapad av Agustín Martínez.

## Handling
Efter att hennes 16-åriga barnbarn Verónica och hennes vän Mandy försvinner, inleder Isabel en egen utredning för att avslöja sanningen bakom deras försvinnande.

## Rollista (i urval)
- Nonna Cardoner - Lupe
- Álvaro Morte
- Hovik Keuchkerian
- Kiti Mánver - Isabel
- Carlos Scholz